# Wilhelm Knuth
Adam Carl Wilhelm greve Knuth (født 2. september 1891 på Østergård i Mern Sogn, død 5. juli 1986) var hofjægermester og godsejer, bror til Kristian Knuth.
Han var søn af kammerherre, greve Christopher Knuth og hustru Ille f. baronesse Lerche, studerede til arkitekt og var ved landbruget fra 1922. Han var forpagter af Egeløkke 1928 og ejer af samme 1932-1967.
Knuth blev gift 4. juni 1929 med Inge f. komtesse Ahlefeldt-Laurvig f. 12. oktober 1899 på Bellinge. datter af greve Frederik Ahlefeldt-Laurvig (død 1938) og hustru Emmy f. Hillerup (død 1954).